# Heidelberg (Nouvelle-Zélande)
Pour les articles homonymes, voir Heidelberg (homonymie).
Heidelberg est une banlieue de la plus au sud des cités de l'Île du Sud de la Nouvelle-Zélande qui est la cité d'Invercargill.

## Situation
Elle est localisée au sud-est du centre de la cité.
La banlieue est grossièrement limitée par Regent Street à l’est, Pomona Street à l’ouest, Centre Street au nord et Tramway Road au sud.

## Toponymie
La zone fut appelée Conyerstown par le premier propriétaire européen : Thomas Agnew. Il vendit ses terrains à des colons appelés Joseph et  Martin Metzger, qui étaient tous les deux reliés à la localité d’Heidelberg en Allemagne.

## Caractéristiques locales
Le caractère notable est le fait qu’il s’agit d’une banlieue à prédominance résidentielle incluant «Elizabeth Park», le siège d'une école secondaire nommée collège Aurora d’Invercargill (en), et un des principaux marae de la cité d'Invercargill nommé : Murihiku Marae (en).
Le marae de Murihiku est localisé dans Heidelberg.
C’est un marae (terrain de rencontre ) de la branche des «Waihōpai Rūnanga» des Ngāi Tahu et qui incluse  la Wharanui ou maison de rassemblement (en) de Te Rakitauneke (en) 

## Démographie
Le secteur d’Heidelberg couvre 1,68 km2 et a une population estimée à  2 730 résidents en juin 2021 avec une densité de population de 1 625 personnes par km carré.
Heidelberg avait une population de 2 601 habitants lors du recensement de 2018 en Nouvelle-Zélande, en augmentation de 54 personnes (2,1 %) depuis le recensement de 2013, et en augmentation de 141 personnes (5,7 %) depuis le recensement de 2006.
Il y avait 957 logements.
On  comptait 1 230 hommes et 1 377 femmes, donnant ainsi un  sexe- ratio de 0,89 homme pour une femme avec 621 personnes (23,9 %) âgées de moins de 15 ans, 516 personnes (19,8 %)  âgées de 15 à 29 ans, 1 041 personnes (40,0 %) âgées de 30 à 64 ans, et 426 personnes (16,4 %) âgées de 65 ans ou plus.
L’ethnicité était pour 78,7 % européens/Pākehā, 25,7 % Māori, 8,0 % personnes du Pacifique, 4,7 % asiatiques  et 1,6 % d’une autre  ethnicité (le total peut faire plus de 100 % dans la mesure où une personne peut s’identifier à de multiples ethnicités).
La proportion de personnes nées outre-mer était de 10,1 %, comparée avec les 27,1 % au niveau national.
Bien que certaines personnes  objectent à donner leur religion, 54,0 % n’avaient aucune  religion, 33,4 % étaient chrétiens, 0,7 % étaient hindouistes, 0,3 % étaient musulmans, 0,1% étaient bouddhistes et 2,7 % avaient une autre religion.
Parmi ceux d’au moins 15 ans d’âge , 171 personnes (8,6 %) avaient un niveau de bachelier ou un degré supérieur, et 612 personnses (30,9 %) n’avaient aucune qualification formelle.
132 personnes (6,7 %) gagnaient plus de 70,000 $ comparées aux 17,2 %  au niveau national.
Le statut d’emploi de ceux d’au moins 15 ans d’âge était pour 957 personnes (48,3 %) employées à plein temps, pour264 personnes (13,3 %) employées à temps partiel et 105 personnes (5,3 %) étaient sans emploi .
| Nom              | surface (km2) | Population | Densité (par km2) | logements | âge médian | revenu médian |
| ---------------- | ------------- | ---------- | ----------------- | --------- | ---------- | ------------- |
| Elizabeth Park   | 1,03          | 1272       | 1235              | 456       | 38,1 ans   | 24,300 $      |
| Aurora           | 0,65          | 1329       | 2045              | 501       | 30,9 ans   | 29,000 $      |
| Nouvelle-Zélande |               |            |                   |           | 37,4 ans   | 31,800 $      |

## Éducation
- Le collège d’Aurora (en) dans Invercargill, est une école secondaire publique, accueillant les années 7 à 13[6] avec un effectif de 543 élèves en mars 2022.

L’école fut formée en 2005 à partir de la fusion de « Mt Anglern College » et « Tweedsmuir Junior High School». L'école de «Mt Anglern» avait été formée à partir de la fusion de  « Kingswell et  Cargill high schools en 1998
- L’école « St Patrick's School » est une école primaire catholique, intégrée au public, pour les années allant de 1 à 6[8] avec un effectif de  280 élèves en mars 2022 . Elle a été ouverte en 1944[9].